# George Isaacs

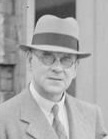
George Isaacs (1943)

George Alfred Isaacs, PC, DL, JP (* 28. Mai 1883 in Finsbury, Middlesex; † 26. April 1979 in East Molesey, Surrey) war ein britischer Gewerkschaftsfunktionär und Politiker der Labour Party, der unter anderem von 1923 bis 1924, zwischen 1929 und 1931 sowie erneut von 1939 bis 1959 Abgeordneter des Unterhauses (House of Commons) war. Er fungierte zwischen 1945 und 1951 im ersten und zweiten Kabinett Attlee als Minister für Arbeit und den nationalen Dienst sowie 1951 kurzzeitig auch als Minister für Pensionen.

## Leben
George Alfred Isaacs arbeitete als Drucker und begann Anfang des 20. Jahrhunderts sein gewerkschaftliches sowie politisches Engagement für die Labour Party. Er war als Nachfolger von Eddie Smith 1909 Generalsekretär der Nationalen Gesellschaft der Druckereimitarbeiter NATSOPA (National Society of Operative Printers’ Assistants) und hatte diese Funktion fast vierzig Jahre lang bis zu seiner Ablösung durch Harry Good 1948 inne. Daneben war er Beigeordneter (Alderman) des Metropolitan Borough of Southwark und kandidierte bei der Unterhauswahl am 18. Dezember 1918 im Wahlkreis Southwark North erstmals für ein Mandat im Unterhaus, unterlag allerdings Edward Strauss von der Liberal Party. Er war zwischen 1919 und 1921 Bürgermeister von Southwark und kandidierte bei der Unterhauswahl am 15. November 1922 im Wahlkreis Gravesend, wobei er dort Alexander Richardson von der Conservative Party unterlag.
Bei der Unterhauswahl am 6. Dezember 1923 konnte Isaacs dann wiederum Alexander Richardson im Wahlkreis Gravesend besiegen und wurde daraufhin erstmals Abgeordneter des Unterhauses (House of Commons), wobei er bei der darauf folgenden Unterhauswahl am 29. Oktober 1924 dem Konservativen Irving Albery unterlag und somit sein Mandat wieder verlor. Während dieser Zeit war er Parlamentarischer Privatsekretär von James Henry Thomas, der dem 22. Januar und dem 4. November 1924 als Kolonialminister im Kabinett MacDonald I fungierte. Bei der Unterhauswahl am 30. Mai 1929 kandidierte er wiederum im Wahlkreis Southwark North und konnte sich dieses Mal gegen Edward Strauss durchsetzen, verlor gegen diesen allerdings wiederum bei der Unterhauswahl am 27. Oktober 1931. Er war daraufhin abermals Parlamentarischer Privatsekretär von James Henry Thomas, der nunmehr im Kabinett MacDonald II vom 8. Juni 1929 bis zum 5. Juni 1930 Lordsiegelbewahrer sowie zwischen dem 5. Juni 1930 und dem 25. August 1931 Minister für Dominion-Angelegenheiten war. Er war als Nachfolger von Herbert Skinner von 1932 bis zu seiner Ablösung durch Bill Spackman 1945 Vertreter der Druckerei- und Papierindustriearbeiter im Generalrat des Gewerkschaftsdachverbandes TUC (Trades Union Congress).

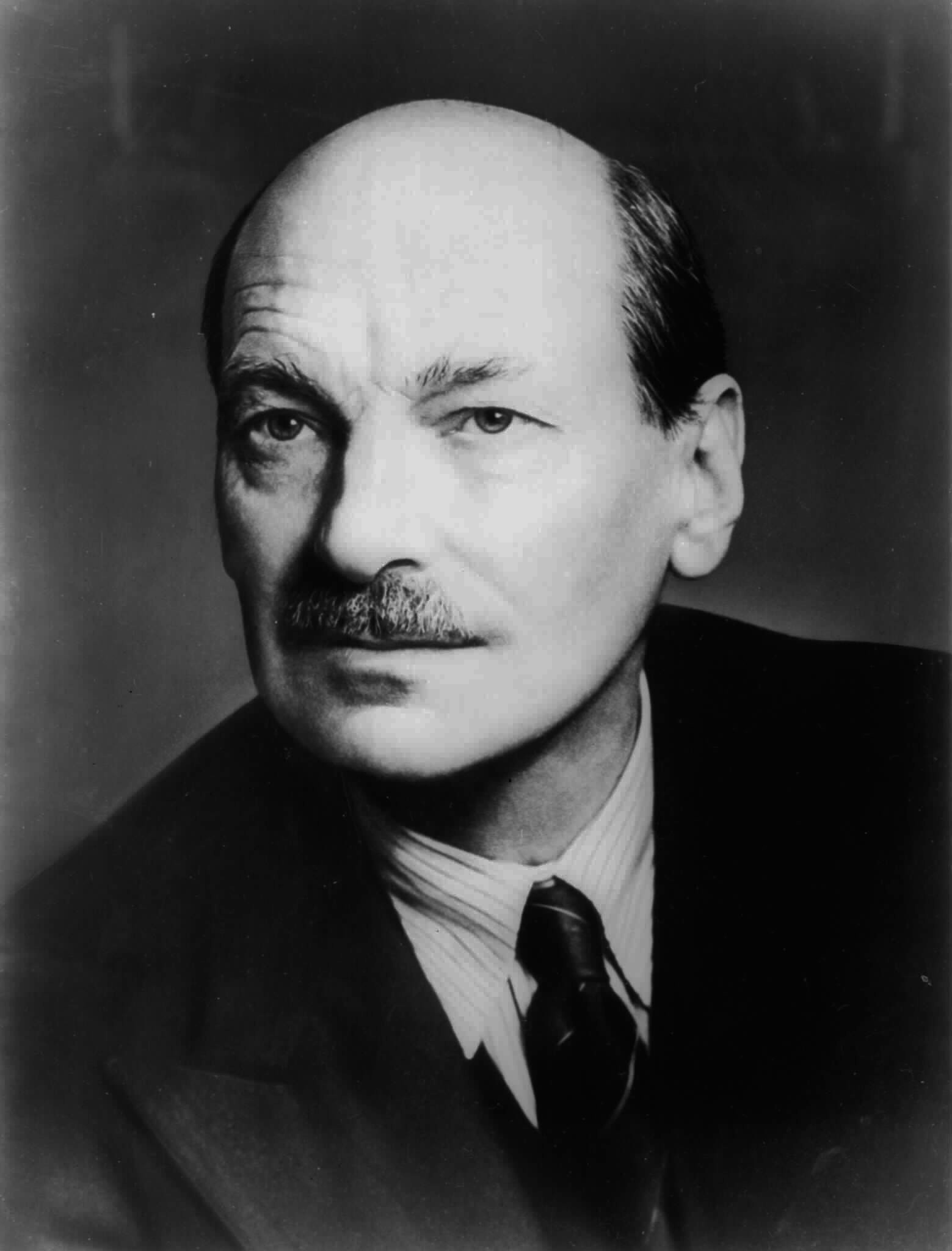
Im ersten und zweiten Kabinett von Premierminister Clement Attlee war Isaacs zwischen 1945 und 1951 Minister für Arbeit und den nationalen Dienst sowie 1951 kurzzeitig auch Minister für Pensionen.

Am 30. Dezember 1938 wurde George Isaacs Mitglied einer Königlichen Kommission zur Untersuchung und Reformierung der Funktionsweise und der Auswirkungen des Systems der Arbeitnehmerentschädigung für arbeitsbedingte Verletzungen sowie die Funktionsweise und den Geltungsbereich der diesbezüglichen Gesetze sowie des Verhältnisses dieses Systems zu anderen gesetzlichen Systemen für die Gewährung von Leistungen oder Unterstützung handlungsunfähiger oder arbeitsloser Arbeitnehmer sowie Regelungen zur Behandlung verletzter Arbeitnehmer und zur Wiederherstellung ihrer Arbeitsfähigkeit. Als Nachfolger von C. W. Bowerman übernahm er 1939 die Funktion als Präsident des Verbandes für Druck und verwandte Gewerbe P&KTF (Printing and Kindred Trades Federation) und blieb Vorsitzender dieser Gewerkschaft bis zu seiner Ablösung durch Walter C. Warren 1945. Nach dem Tode von Edward Strauss am 25. März 1939 wurde er bei der dadurch notwendigen Nachwahl (By-election) am 17. Mai 1939 im Wahlkreis Southwark North gewählt und bei der Unterhauswahl am 5. Juli 1945 in diesem Wahlkreis wiedergewählt. Während des Zweiten Weltkrieges war er in der Kriegsregierung Churchill zwischen 1942 und 1945 noch einmal Parlamentarischer Privatsekretär und fungierte zudem von 1943 bis 1945 als Vorsitzender des Kingston County Bench, des Gerichts des Municipal Borough of Kingston upon Thames.
Nach dem Wahlsieg der Labour Party bei der Unterhauswahl am 5. Juli 1945 wurde Isaacs am 3. August 1945 im Kabinett Attlee I Minister für Arbeit und den nationalen Dienst (Minister of Labour and National Service) und bekleidete dieses Ministeramt vom 23. Februar 1950 bis zu seiner Ablösung durch Aneurin Bevan am 18. Januar 1951 auch im Kabinett Attlee II. Er selbst war daraufhin als Nachfolger von Hilary Marquand am 17. Januar bis zum 26. Oktober 1951 Minister für Pensionen (Minister of Pensions), wenngleich er als solcher allerdings kein formelles Mitglied des Kabinetts mehr war. Während dieser Zeit wurde Isaacs, der auch Friedensrichter (Justice of the Peace) war, am 3. August 1945 Mitglied des Privy Council (PC), ein politisches Beratungsgremium des britischen Monarchen sowie am 24. März 1947 Deputy Lieutenant (DL) der Grafschaft Surrey.
Nach Auflösung seines bisherigen Wahlkreises Southwark North wurde George Isaacs bei der Unterhauswahl am 23. Februar 1950 im neu geschaffenen Wahlkreis Southwark wiederum zum Abgeordneten des Unterhauses gewählt und bei den darauf folgenden Unterhauswahlen am 25. Oktober 1951 und 26. Mai 1955 jeweils wiedergewählt. Bei der Unterhauswahl am 8. Oktober 1959 verzichtete er auf eine erneute Kandidatur, woraufhin sein Parteifreund Ray Gunter ihm nachfolgte.